# ملفين كرانزبرج

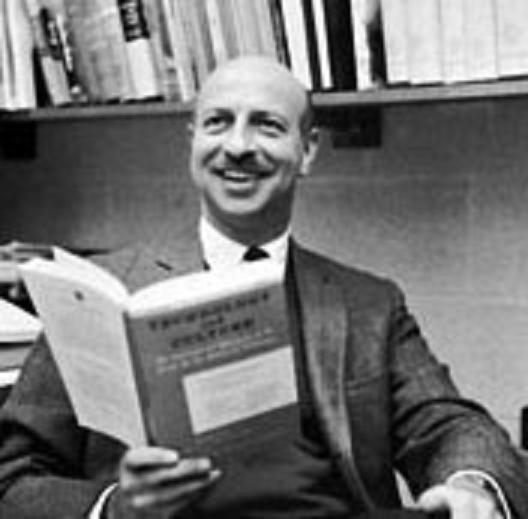
صورة لملفين كرانزبرج

ملفين كرانزبيرغ ميلفن كرانزبيرغ (22 نوفمبر 1917 - 6 ديسمبر 1995) كان مؤرخًا أمريكيًا وأستاذًا للتاريخ في جامعة كيس وسترن ريزيرف من عام 1952 حتى عام 1971. كما شغل منصب أستاذ كالاواي لتاريخ التكنولوجيا في معهد جورجيا للتكنولوجيا من عام 1972 إلى عام 1988.
وُلد ميلفن كرانزبيرغ في سانت لويس، ميزوري. تخرج من كلية أمهرست، وحصل على درجة الماجستير والدكتوراه من جامعة هارفارد. خدم في الجيش الأمريكي في أوروبا خلال الحرب العالمية الثانية، وحصل على نجمة برونزية لدوره في استجواب الأسرى الألمان وكشف مواقع المدافع النازية. كان واحدًا من اثنين فقط من بين تسعة مستجوِبين في جيش باتون نجوا خلال النزاع. تلقى تدريبه على الاستجواب في معسكر ريتشي بولاية ماريلاند، مما يجعله أحد أفراد مجموعة ريتش بويز.
يشتهر كرانزبيرغ بقوانينه المتعلقة بالتكنولوجيا، وأولها ينص على: "التكنولوجيا ليست جيدة ولا سيئة؛ وليست محايدة أيضًا." 
كان كرانزبيرغ أحد مؤسسي جمعية تاريخ التكنولوجيا في الولايات المتحدة، وشغل لفترة طويلة منصب رئيس تحرير مجلتها التكنولوجيا والثقافة. تولى رئاسة الجمعية من عام 1983 إلى 1984، وكان رئيس تحرير المجلة من عام 1959 حتى عام 1981، عندما سلّم المهمة إلى روبرت سي. بوست من مؤسسة سميثسونيان. تمنح الجمعية زمالة سنوية بقيمة 4000 دولار تحمل اسم كرانزبيرغ لطلاب الدكتوراه الذين يعملون على إعداد أطروحات حول تاريخ التكنولوجيا. الجائزة متاحة للطلاب في جميع أنحاء العالم. في عام 1967، حصل كرانزبيرغ على وسام ليوناردو دا فينشي من جمعية تاريخ التكنولوجيا.
كتب هوارد بول سيغال تحية مقالًا تكريميًا سيرة ذاتية إعلامية لكرانزبيرج في مجلة فيرجينيا كوارترلي ريفيو.
هناك مقالتان سيرة ذاتية لروبرت سي. في مجلة التكنولوجيا والثقافة:
- "العودة إلى البداية: التاريخ والتكنولوجيا والثقافة"، T&C 51 (2010): 961-994
- "الصدفة والاحتمالات: وضع ميل كرانزبيرج في السياق"، T&C 50 (2009): 839-72.

ساعد كرانزبيرج في تأسيس اللجنة الدولية لتاريخ التكنولوجيا.

## قوانين كرانزبيرج للتكنولوجيا
تنص قوانين ميلفين كرانزبرغ الستة للتكنولوجيا على ما يلي:
1. التكنولوجيا ليست جيدة ولا سيئة؛ ولا هي محايدة.
2. الاختراع هو أم الضرورة.
3. التكنولوجيا تأتي في حزم، كبيرة وصغيرة.
4. على الرغم من أن التكنولوجيا قد تكون عنصرًا رئيسيًا في العديد من القضايا العامة، إلا أن العوامل غير التقنية لها الأولوية في قرارات سياسات التكنولوجيا.
5. كل التاريخ له أهمية، لكن تاريخ التكنولوجيا هو الأكثر أهمية.
6. التكنولوجيا نشاط إنساني للغاية – وكذلك تاريخ التكنولوجيا.[6]

## روابط خارجية
- سجلات جمعية تاريخ التكنولوجيا (SHOT)، 1956-1998 ، مركز الأرشيف، المتحف الوطني للتاريخ الأمريكي، مؤسسة سميثسونيان.
- نعي نيويورك تايمز
- القوانين الستة للتكنولوجيا التي يجب على الجميع معرفتها ، وول ستريت جورنال، 26 نوفمبر 2017.

قالب:Leonardo da Vinci Medal